# Robert Lansing (acteur)
Robert Lansing (San Diego (Californië), 5 juni 1928 – New York, 23 oktober 1994), geboren als Robert Howell Brown, was een Amerikaans televisie- en theateracteur.

## Biografie
Lansing begon met acteren in 1956 in de televisieserie Camera Three. Hierna speelde hij rollen in televisieseries en films als 87th Precinct (1961–1962), 12 O'Clock High (1964–1965) en The Equalizer (1985–1989).
Lansing was ook actief in het theater. Zijn eerste rol speelde hij in 1951 in het toneelstuk Stalag 17. Hierna speelde hij rollen als Cyrano de Bergerac (1953) en The Little Foxes (1981).
Lansing was meerdere keren getrouwd. Uit zijn eerste huwelijk (1956–1968) had hij een zoon, uit zijn tweede (1969–1971) een dochter. Hij huwde voor het laatst in 1981. Hij overleed aan de gevolgen van kanker.

## Filmografie

### Films
- 1989 - Bionic Showdown: The Six Million Dollor Man and the Bionic Woman – als generaal McAllister
- 1989 - Memories of Manon – als controleur
- 1988 - After School – als C.A. Thomas
- 1988 - The Nest – als Elias Johnson
- 1980 - S+H+E: Security Hazards Expert – als Owen Hooper
- 1980 - Island Claws – als Moody
- 1978 - Acapulco Gold – als Solborg
- 1977 - Empire of the Ants – als Dan Stokely
- 1977 - The Deadly Triangle – als Charles Cole
- 1977 - False Face – als dr. Phillip Reynolds
- 1976 - Bittersweet Love – als Howard
- 1976 - Widow – als Harold
- 1975 - Crime Club – als Alex Norton
- 1972 - Wild in the Sky – als majoor Reason
- 1972 - The Astronaut – als John Phillips
- 1972 - Killer by Night – als Warren Claman
- 1972 - Thirty Dangerous Seconds - als Glenn Raven
- 1971 - The Grissom Gang – als Dave Fenner
- 1969 - It Takes All Kinds – als Tony Gunther
- 1966 - Namu, the Killer Whale – als Hank Donner
- 1966 - An Eye for an Eye – als Talion
- 1964 - Calhoun: County Agent – als Eric Sloane
- 1963 - Under the Yum Yum Tree – als dr. Charles Howard
- 1963 - A Gathering of Eagles – als sergeant Banning
- 1960 - The Pusher – als Steve Carella
- 1959 - 4D Man – als dr. Scott Nelson

### Televisieseries
Uitgezonderd eenmalige gastrollen.
- 1993–1994 - Kung Fu: The Legend Continues – als Paul Blaisdell – 25 afl.
- 1985–1989 - The Equalizer – als toezichthouder – 29 afl.
- 1983–1985 - Simon & Simon – als Sam Penny – 2 afl.
- 1983–1984 - Automan – als luitenant Jack Curtis – 13 afl.
- 1973 - The Evil Touch – als Archie MacGauffin, Arthur Randall – 2 afl.
- 1968 - Star trek: The Original Series – als Gary Seven – 1 afl.
- 1966–1967 - The Man Who Never Was – als Mark Wainwright, Peter Murphy – 18 afl.
- 1966 - Branded – als generaal George Armstrong Custer – 3 afl.
- 1964–1965 - 12 O'Clock High – als generaal Frank Savage – 32 afl.
- 1961–1962 - 87th Precinct – als rechercheur Steve Carella – 30 afl.
- 1961 - Outlaws – als Frank Dalton – 2 afl.
- 1958 - Young Dr. Malone – als Peter Brooks
- 1956–1958 - Kraft Television Theatre – als Walter Moore – 2 afl.

### Theaterwerk
- 1981 - The Little Foxes – als Benjamin Hubbard
- 1973 - Finishing Touches – als Jeff Cooper
- 1970 - Brightower – als Daniel Brightower
- 1960 - Cut of the Axe – als Paul Carr
- 1959 - The Great God Brown – als William A. Brown
- 1958 - Cue for Passion – als Lloyd Hilton
- 1956 - The Lovers – als Herstal de la Crux
- 1953–1954 - Charley's Aunt – als Jack Chesney
- 1953 - Richard III
- 1953 - Cyrano de Bergerac – als Cadet of Cascoyne
- 1951–1952 - Stalag 17 – als Dunbar

- Biblioteca Nacional de España: XX1580799
- Bibliothèque nationale de France: cb14196449n (data)
- Gemeinsame Normdatei: 1055242201
- International Standard Name Identifier: 0000 0001 1579 6118
- Library of Congress Control Number: n85199103
- Nationale bibliotheek van Australië: 35312059
- Nederlandse Thesaurus van Auteursnamen: 159848865
- Istituto Centrale per il Catalogo Unico: TO0V648051
- SNAC: w61k1028
- Virtual International Authority File: 104820546
- WorldCat: E39PBJhGWh6MQfMg8b7p3qKrv3